# Fuenlabrada Central (métro de Madrid)
Fuenlabrada Central est une station de la ligne 12 du métro de Madrid. Elle est située sous l'allée de la Gare, à Fuenlabrada, dans la communauté de Madrid.

## Situation sur le réseau

Plan du réseau.

Établie en souterrain, Fuenlabrada Central est une station de passage de la ligne 12 du métro de Madrid. Elle se situe entre Parque de los Estados et Parque Europa dans le sens horaire de circulation. Elle est aussi une station de correspondance avec les Cercanías qui desservent la gare de Fuenlabrada. Elle dispose des deux voies de la ligne encadrées par deux quais latéraux. 

## Histoire
La station est inaugurée le 11 avril 2003, à l'occasion de la mise en service de la ligne.

## Services aux voyageurs

### Accès et accueil
La station possède deux accès, un via le bâtiment de la gare de Fuenlabrada, équipé d'escaliers mécaniques, d'ascenseurs et situé sur la place de la Constitution, et un via un édicule équipé d'escaliers mécaniques, d'un ascenseur et situé sur l'allée de la Gare.
Elle est équipée de guichets automatiques pour permettre l'achat des titres de transports et de portillons d'accès automatiques pour rejoindre le quai.
La station est ouverte de 6 h à 1 h 30.

### Desserte
Fuenlabrada Central est desservie par les trains de la ligne 12 du métro de Madrid, qui forme une boucle.
Le premier train part de la station à 6 h 5 dans le sens horaire et passe à 6 h 10 dans le sens anti-horaire, au départ de Loranca. Les derniers trains passent à 1 h 57 dans le sens horaire avec un terminus à Loranca et à 2 h 10 dans le sens anti-horaire avec un terminus à la station. Le dernier train qui permet de prendre la correspondance avec la ligne 10 à Puerta del Sur passe à 0 h 57,.

Installations
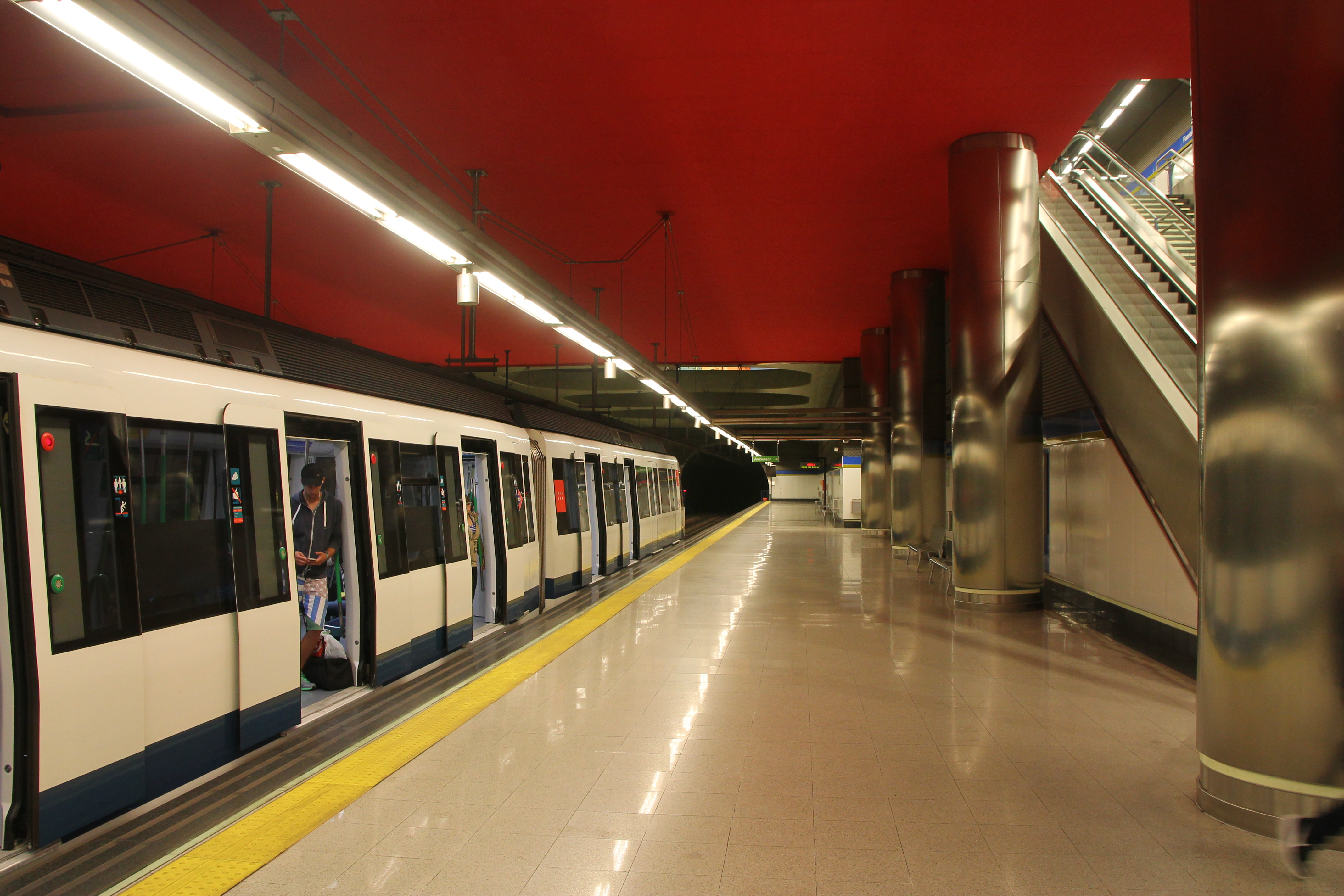
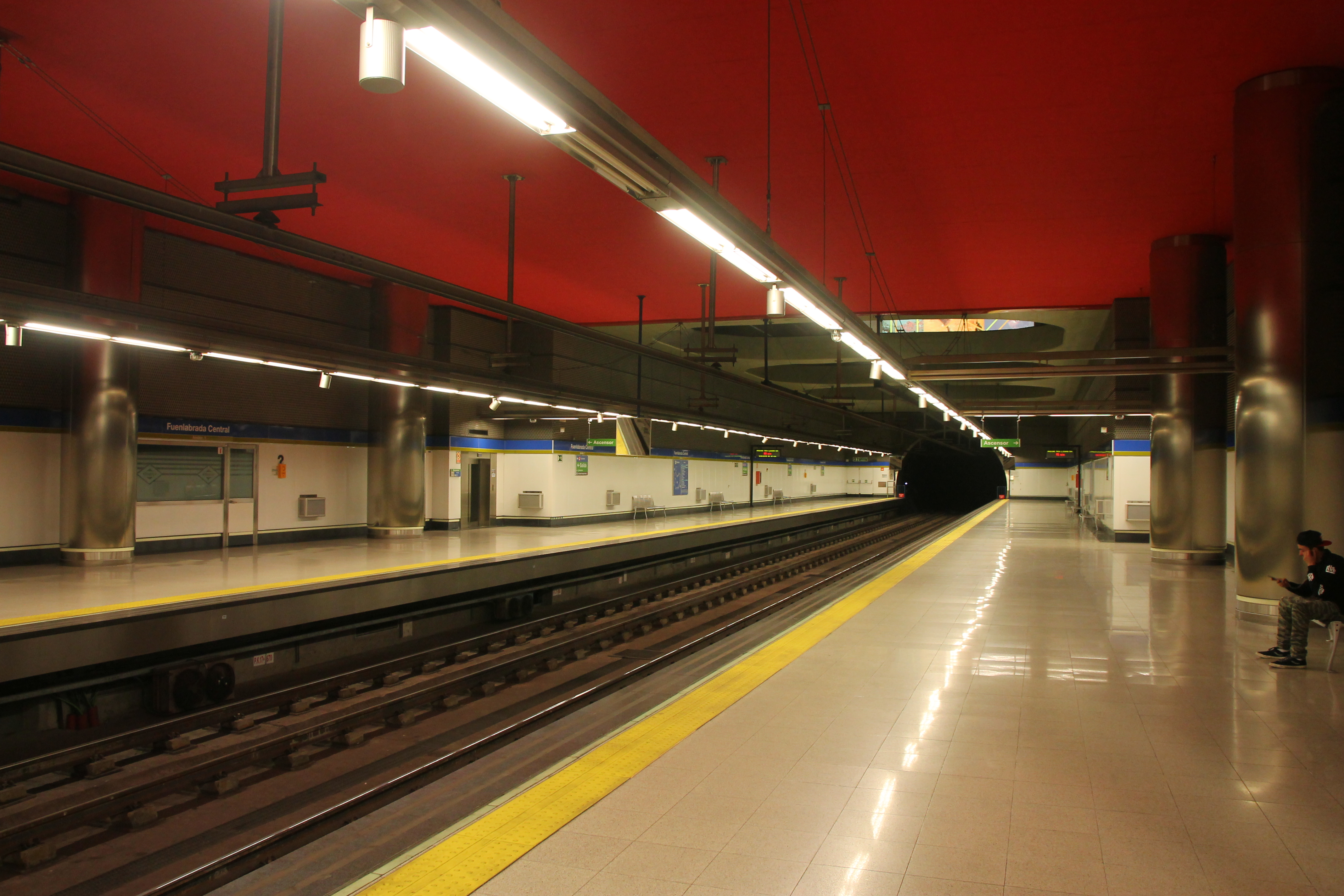
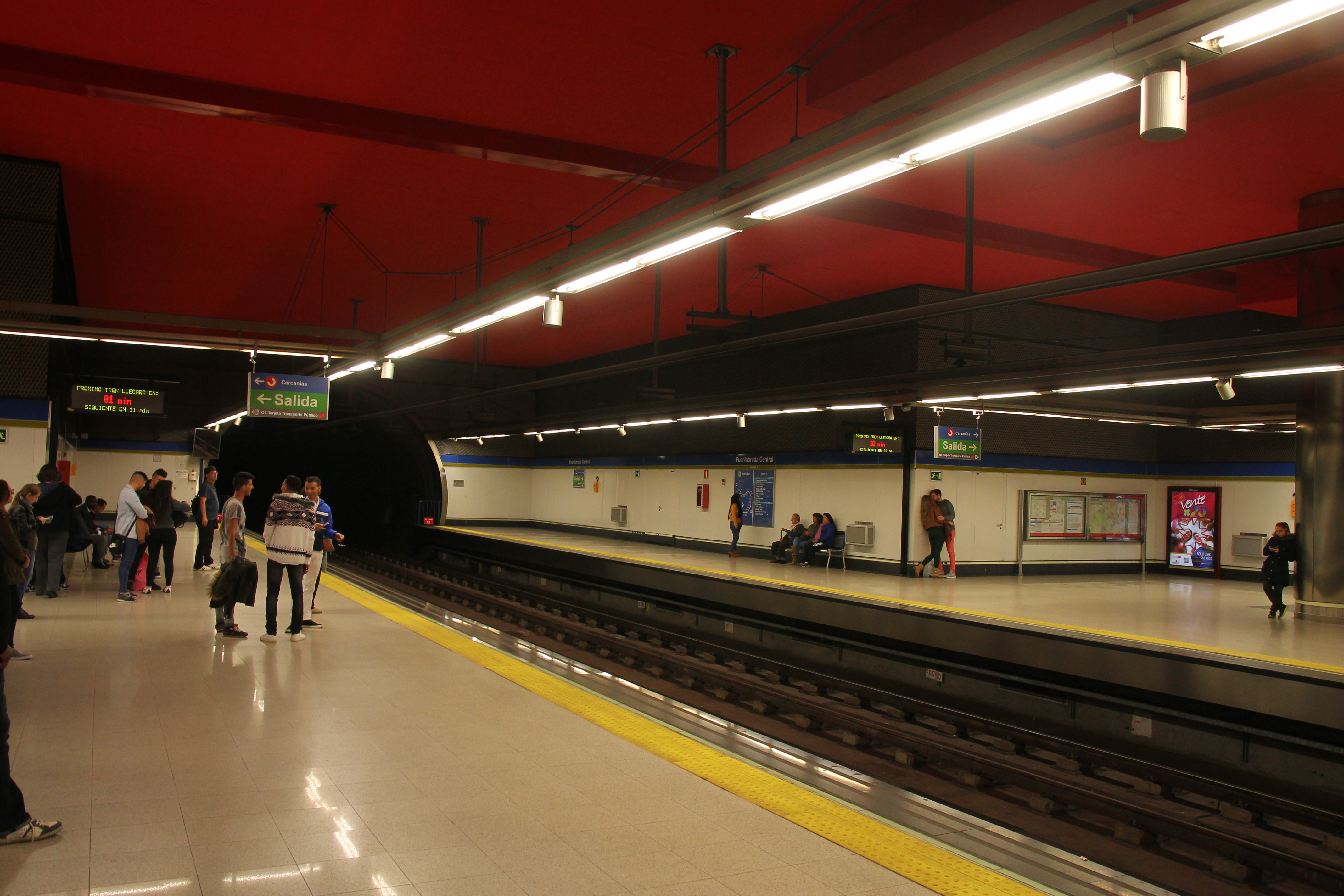

### Intermodalité
Fuenlabrada Central est en correspondance avec la ligne C-5 des Cercanías au niveau de la gare de Fuenlabrada, qui se trouve au-dessus de la station de métro.

Intermodalité
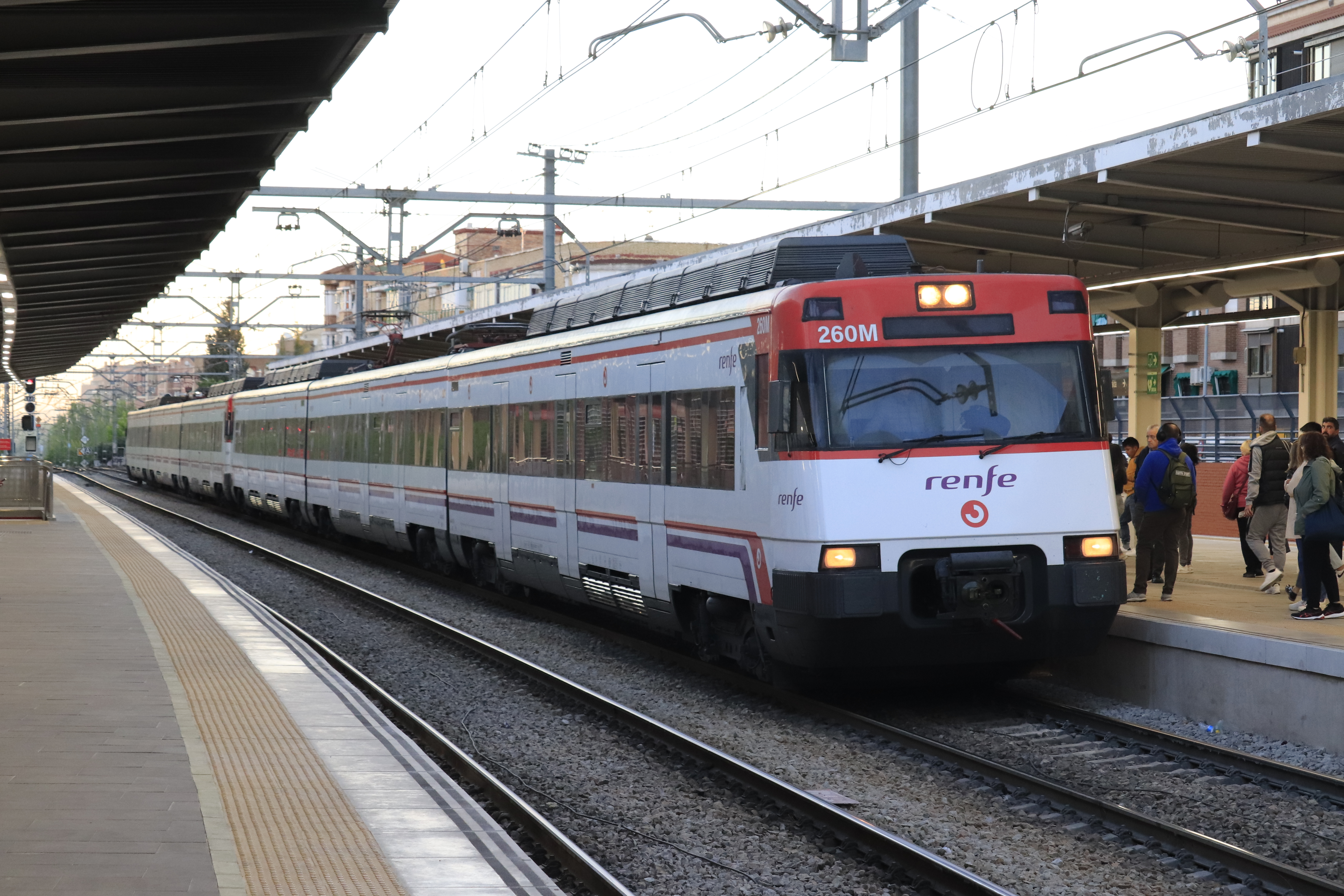
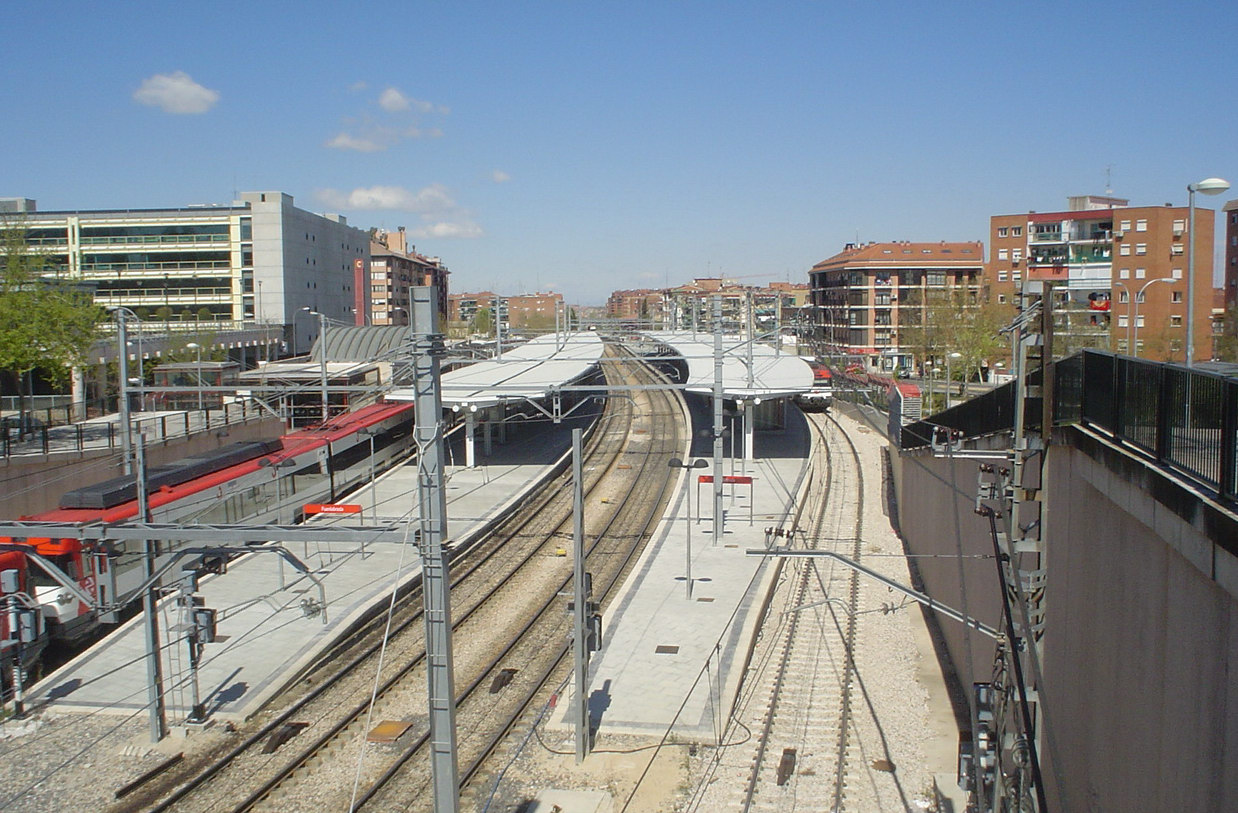

## À proximité
Fuenlabrada Central permet d'accéder à l'hôtel de ville de Fuenlabrada et au complexe sportif Fernando-Martín.